# Izaak Cylkow
Izaak Cylkow (11. ledna 1841 Bieżuń – 1. prosince 1908 Varšava) byl polský rabín a kazatel, překladatel Tanachu z hebrejského do polského jazyka.

## Životopis
Narodil se v polském městečku Bieżuń, kde jeho otec Aron Cylkow působil jako rabín. Jeho otec se hlásil k reformnímu a asimilačnímu proudu judaismu, jehož vizí bylo, aby v polské společnosti nebyli židé vnímáni jako národnostně odlišní jedinci, ale aby byli vnímání jako Poláci, kteří vyznávají Mojžíšovu víru. Sám Izaak šel v šlépějích svého otce. Nejprve absolvoval rabínskou školu ve Varšavě (Warszawska Szkoła Rabinów), která výše uvedené asimilační vlivy jen prohloubila. Jako učitelé tam totiž působili nejenom židé, od roku 1854 mimo jiné například i Izaakův otec, ale také křesťané. Své studium na této škole ukončil v roce 1859. Nato začal studovat medicínu, ale po roce toto studium přerušil. Přijal totiž od židovské společnosti Lomdej Tora stipendium, díky němuž mohl odcestovat na studia do Německa, kde nejprve v Berlíně prohloubil své znalosti v oboru filozofie a teologie a poté v Halle získal na Univerzitě Martina Luthera doktorát z filozofie a filologie zaměřené na semitské jazyky.
Do Polska se vrátil v roce 1863, a sice poté, co vypuklo lednové povstání. V roce 1865 začal působit ve varšavské Německé synagóze, kde měl na starosti kázání v německém jazyce. Protože však varšavští židé příliš německy nerozuměli, začal kázat v rozporu s nařízením úřadů i v polském jazyce. Později se stal v pořadí prvním rabínem varšavské Velké synagógy. Při jejím slavnostním otevření v roce 1878 oproti očekávání většiny shromážděných pronesl zahajovací řeč v polském jazyce. V ní apeloval, aby všichni vždy usilovali o vzájemné porozumění a náboženskou snášenlivost. Těmito slovy a svou odvahou používat polštinu významně ovlivnil veřejný život varšavských reformních židů. Kromě toho si Izaakův slavnostní projev vyslechli nejrůznější hosté. K nim patřil i Pavel Kocebu, gubernátor a rusifikátor v jedné osobě, jenž proslul tím, že usiloval o to, aby polský jazyk byl zcela vyloučen z užívání na školách a na úřadech státní správy. Tentokrát však vyslechl celý proslov nejen bez sebemenšího protestu, ale před odchodem za přednesená slova poděkoval, byť francouzsky, a provedl zápis do pamětní knihy.
Izaak Cylkow se však nevěnoval pouze kazatelské a učitelské činnosti, ale velkou část svého života zasvětil literární tvorbě, z níž největší význam má jeho překlad hebrejské bible do polského jazyka. Ještě před vydáním celého tohoto díla tiskem však Cylkow umírá, a sice 1. prosince 1908 ve Varšavě na infarkt myokardu. Bylo to neočekávané úmrtí, neboť ještě 22. listopadu se zúčastnil společně s katolickými a evangelickými duchovními schůze společnosti nesoucí název Společnost praktické hygieny (Towarzystwo Higieny Praktycznej), jež se zaobírala bojem s nemocemi, prostitucí a alkoholismem, a přijal funkci v její správě. Nad jeho tělem, jež bylo v rakvi vystaveno přímo u kazatelny varšavské Velké synagógy, pronesl smuteční proslov nejen jeho nástupce v úřadu rabína a ideový oponent Samuel Poznański, který se hlásil k sionismu, ale také Dr. Henryk Nussbaum, syn jeho přítele Hilary Nussbauma. Pohřbu se zúčastnil rekordní počet lidí, a to jak z řad židů, tak křesťanů. Izaak Cylkow je pohřben na židovském hřbitově ve Varšavě.

## Literární tvorba
Izaak Cylkow více než 30 let svého života zasvětil práci na překladu hebrejské bible do polského jazyka. Prvním plodem tohoto úsilí byl překlad Žalmů (Psalmy) vydaný v roce 1883. V roce 1895 byly vydány dvě edice překladu Tóry, přičemž jedna edice byla s výkladovými poznámkami a druhá bez nich. Na přelomu 19. a 20. století byly za jeho života postupně vydávány překlady dalších knih hebrejské bible. Po jeho smrti byl v redakci Samuela Poznańského vydán tiskem ještě překlad knihy Soudců, knih Samuelových a knih Králů. Zbylé překlady knihy Daniel, Ezdráš, Nehemjáš a Kronik již tiskem v důsledku vypuknutí první světové války vydány nebyly. Zůstaly pouze v rukopisech – ty však byly zničeny během druhé světové války. Nicméně celé dílo je považováno za první polský překlad Tanachu pořízený z původního hebrejského znění. V krakovském vydavatelství Austeria je od roku 2006 postupně vydáván reprint tohoto díla.
V roce 1901 byla též vydána první sbírka Cylkowových kázání a vyučování, po jeho smrti pak ještě druhá sbírka, obojí pod názvem Kazania i nauki, a v roce 1912 také hebrejsko-polský Machzor – reprint tohoto machzoru zvlášť k Roš ha-šana a k Jom kipur byl vydán ve vydavatelství Austeria v roce 2013.